# Eugène Fransman
Jean-Eugène Fransman (Ninove, 1802 - Edingen, 23 juli 1878) was lid van het Belgisch Nationaal Congres.

## Levensloop
Na zijn diploma in de rechten te hebben behaald, werd Fransman gemeentesecretaris van Geraardsbergen. Later vestigde hij zich als advocaat in Edingen.
In 1830 werd hij door de kiezers van het arrondissement Aalst verkozen voor het Nationaal Congres. Hij behoorde er tot de groep van een twintigtal leden beneden de 30 jaar en werd gecatalogeerd als katholieke democraat. Bij aanvang van de zittingen was hij eerder gewonnen voor de aanhechting van België bij Frankrijk minstens voor een persoonlijke unie in de persoon van koning Louis-Philippe. Dit maakte geen schijn van kans, gelet op de oppositie van de Mogendheden. Zijn stemgedrag bij de grote beslissingen was als volgt: voor de onafhankelijkheidsverklaring, voor de eeuwigdurende uitsluiting van de Nassaus, voor de hertog van Leuchtenberg als koning, voor Surlet de Chokier als regent, voor Leopold van Saksen Coburg en tegen het Verdrag der XVIII artikelen. 
Fransman was een actief Congreslid. Hij viel op als uitgesproken republikein die een warm pleidooi hield voor de republiek, stelling die slechts dertien congresleden achter zich kreeg. Tijdens een zeer lange uiteenzetting, die erg op de zenuwen werkte van de Congresleden, ontwikkelde hij de argumenten voor zijn amendement dat niet de uitvoerende maar de wetgevende macht moest bevoegd zijn om de oorlog te verklaren. Zijn amendement werd verworpen. Hij ging ook heftig tekeer tegen de XVIII artikelen: liever sneuvelen dan toegeven, zo vond hij. 
Na de Congresactiviteiten keerde hij naar het privéleven terug.